# 劉文炳 (萬曆進士)
劉文炳（1563年—1624年），字從墅，别号戴源，直隶真定府趙州宁晋县人，明朝政治人物。

## 生平
封君刘渤（號百川）之仲子，生而慷慨有大志。萬曆二十二年（1591年）甲午舉順天鄉試六十六名，萬曆二十六年（1598年）戊戌成進士，任山東聊城縣知縣。聊城地当南北要冲，供帐一切取办里户，公叹曰：「民何堪此！」用岁赋金置供具。當時朝廷税使四出，搜刮无状。劉文炳调笑之，钱谷羡余悉抵榷缗，民乃安堵。以治行第一报政，授礼部主事。萬曆三十五年（1607年），考選户科给事中，諸所建白，皆纲维大体。曾薦直臣邹元标，尤衆正系心，故明纪特录之。会同官某簠簋不飾被劾，有党之者申救，劉文炳力疏駁之，竟罷去，朝议慊然。
萬曆三十七年（1609年），劉文炳因母親丁薛太孺人喪，丁憂去職。守喪期滿，補工科给事中，時權臣夤缘表里为奸者甚衆，公先后各按事糾之，衆咸祈服。梃击案中，宦官庞保、劉咸等涉案，連及郑贵妃，劉文炳疏請本犯伏诛，国本赖以善全。萬曆四十三年（1615年），任浙江鄉試正考官。萬曆四十四年（1616年），丙辰科沈同和案发，劉文炳上疏论主考官吴道南欺罔，言辭激烈，謫贵州都事。天启三年京察，罹察处歸里。居家日以觞咏自娱，而憂國愤時之心恒不能遣，渐至成疾。
泰昌元年（1620年），光宗起升劉文炳為尚宝司丞，赴都有期，一病不起而卒。